# Trugberg
Der Trugberg, ausgesprochen Trubberg, ist ein 3932 m ü. M. hoher Berg in den Berner Alpen. Er befindet sich oberhalb des Konkordiaplatzes. Westlich vom Trugberg liegt der Jungfraufirn und östlich das Ewigschneefeld, die beide den Aletschgletscher mit Eis speisen. Nördlichwestlich des Trugberges befindet sich der Mönch.
Der Name des Berges soll von einer 1841 von Pierre Jean Édouard Desor und Louis Agassiz durchgeführten Expedition stammen. Dabei soll Desor den Berg mit der Jungfrau verwechselt haben, woraufhin er nach dieser Täuschung den Berg Trugberg nannte.
Der Trugberg wurde am 13. Juli 1871 von dem Basler Bergsteiger Emil Burckhardt und den beiden Grindelwaldern Peter Egger und Peter Schlegel erstmals bestiegen. Die drei wählten die Route über die Ostflanke des Berges.